# Histoire naturelle

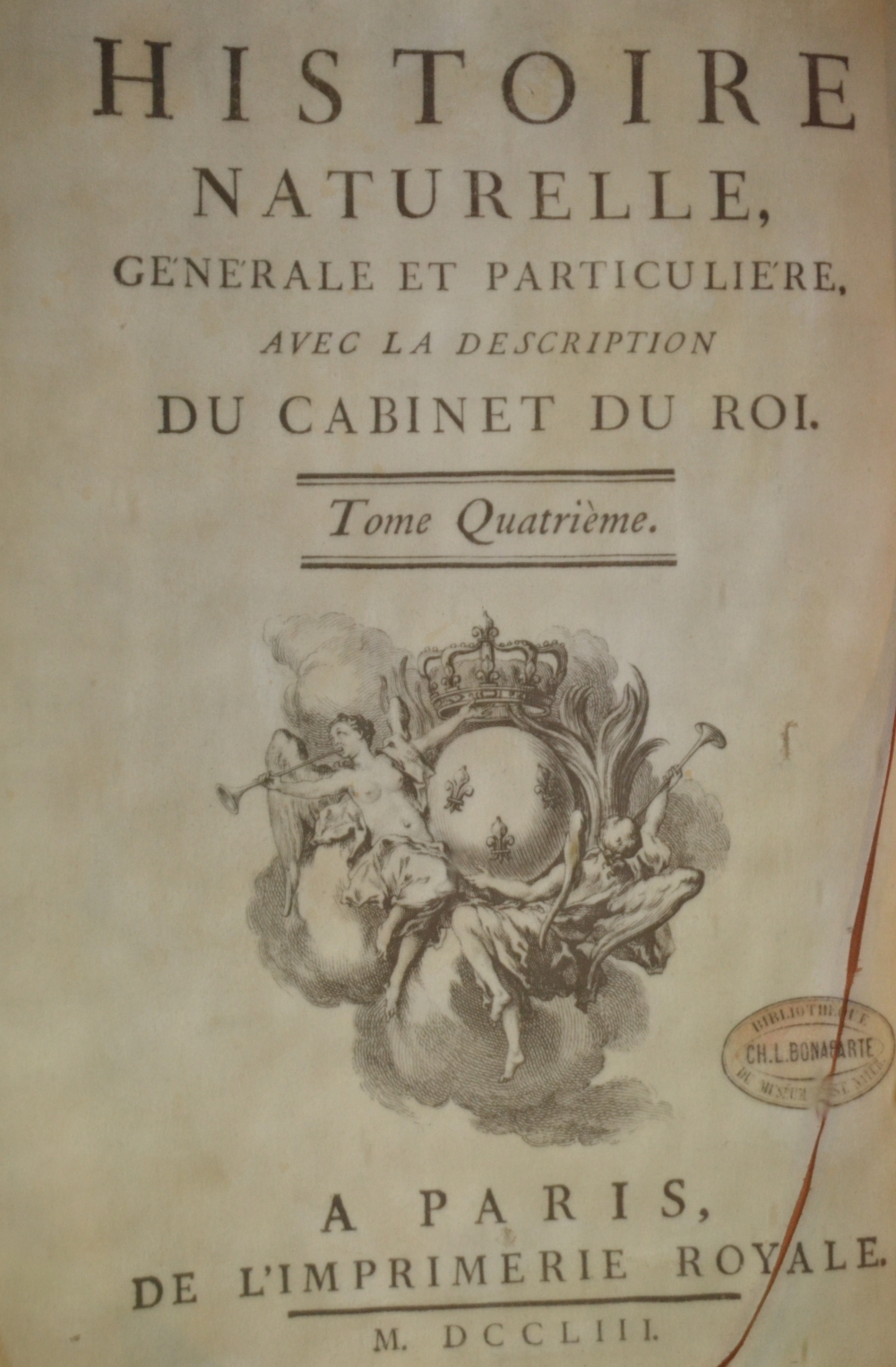
Histoire naturelle expuesta en la gran galería de la evolución del Muséum national d'histoire naturelle de París.

Histoire Naturelle, générale et particulière, avec la description du Cabinet du Roi es una publicación que  consta de 36 volúmenes, escrita por Georges Louis Leclerc, conde de Buffon.  Fue publicada parcialmente entre 1749 y 1788 en vida del autor, y terminada a título póstumo con la aparición del último tomo en 1804. Siendo esta enciclopedia una de las empresas científicas más importantes del Siglo de las Luces.
Esta enciclopedia incluye todo el saber de la época concerniente a las «ciencias naturales», amplia apelación reagrupando también disciplinas científicas sobre los materiales, física, química o tecnología. La atención que Georges Louis Leclerc concede a la anatomía interna lo ubica entre los precursores de la anatomía comparada: «L’intérieur, dans les êtres vivants, est le fond du dessin de la nature» (el interior, en los seres vivos, es la base del diseño de la naturaleza), escribe en Quadrupèdes.
Histoire naturelle tuvo enorme éxito, del orden de L'Encyclopédie de Denis Diderot, aparecida en misma época. Los tres primeros volúmenes de Histoire naturelle, générale et particulière, avec la description du cabinet du Roi fueron reeditados tres veces sucesivas en seis semanas.

## La enciclopedia
Georges Louis Leclerc redactó durante cerca de 50 años Histoire naturelle, primero en Torre Saint-Louis y posteriormente  en su biblioteca de Petit Fontenet, ambas en Montbard. Está formada por 36 volúmenes aparecidos de 1749 a 1789, más ocho tras su muerte, gracias a Bernard de Lacépède. 
Otorgó gran importancia a las ilustraciones. Las ilustraciones fueron realizadas por Jacques de Sève en lo concerniente a los cuadrúpedos y por François-Nicolas Martinet para las aves: se hicieron sobre 2000 dibujos representando a los animales atendiendo a una gran preocupación estética y anatómica, en entornos oníricos y mitológicos.
En ella se revelan semejanzas morfológicas entre el hombre y el mono, en contraposición a lo que se manifestaba que estos últimos carecían de pensamiento y diferían abismalmente de los hombres:

«chargez donc encore le tableau si vous voulez comparer le singe à l’homme, ajoutez-y les rapports d’organisation, les convenances de tempérament, l’appétit véhément des singes mâles pour les femmes, la même conformation dans les parties génitales des deux sexes ; l’écoulement périodique dans les femelles, et les mélanges forcés ou volontaires des Négresses aux singes, dont le produit est rentré dans l’une ou l’autre espèce».[cita requerida]
Revisando entonces la tabla si se quiere comparar al simio con el hombre, añádase las relaciones organizativas, las conveniencias de temperamento, el vehemente apetito de los simios machos por las hembras, la misma conformación en los genitales de ambos sexos; el flujo periódico en las hembras y los entremezclamientos forzados o voluntarios de negros con monos, cuyo producto quedó intregrado en una u otra especie.

La enciclopedia se divide en 36 volúmenes iniciales impresos en la Imprenta nacional de Francia, la imprimerie nationale:
- tres volúmenes de 1749: De la manière d’étudier l’histoire naturelle, Théorie de la Terre, Histoire générale des animaux y Histoire naturelle de l’homme;
- doce volúmenes sobre cuadrúpedos (1753-1767);
- nueve volúmenes sobre aves (1770-1783);
- cinco volúmenes sobre minerales (1783-1788), donde está comprendido Traité de l’aimant , el último libro publicado en vida de Buffon;
- siete volúmenes de “suplementos” (1774-1789), con Époques de la nature (a partir de 1778).

Posteriormente, Lacépède continuó la obra en 8 volúmenes más que describen a cuadrúpedos ovíparos, serpientes, peces y cetáceos entre  1788 y 1804.

## Ediciones

### Edición original de Buffon continuada por Lacépède
La edición original de Histoire naturelle de Buffon comprende 36 volúmenes en cuatro series: Histoire de la Terre et de l'Homme, Quadrupèdes, Oiseaux, Minéraux y Suppléments. Hizo editar 35 volúmenes en vida y, poco antes su muerte, apareció el quinto tomo, Histoire des minéraux, en 1788. Al año siguiente apareció Servant de suite à l'Histoire des Animaux quadrupèdes, el séptimo y último volumen de Suppléments, publicado a título póstumo por Étienne de Lacépède, que continuó la labor concerniente a los animales y enriqueció la obra con sus aportes.
Algunos meses antes la muerte de Buffon, en 1788, Lacépède publicó también, como continuación a Buffon, su primer volumen Histoire des Reptiles, dedicado a los cuadrúpedos ovíparos. Al año siguiente, escribió el segundo volumen que trata sobre serpientes y publicado durante la Revolución francesa. En la cabecera del 2º volumen sobre reptiles, Lacépède rinde homenaje a Buffon.

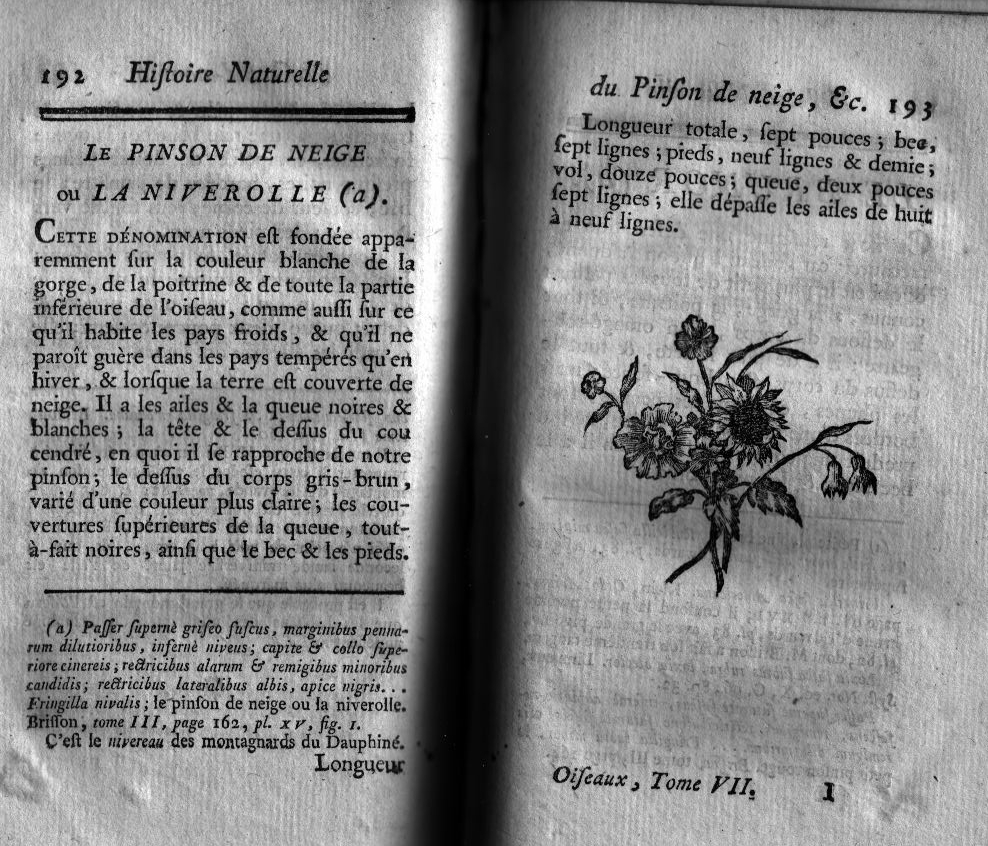
Descripción del género Montifringilla (1779).

Histoire naturelle, générale et particulière, avec la description du cabinet du Roi consta de los siguientes volúmenes (1749-1767):
- Tomo I:[4] Premier Discours - De la manière d’étudier et de traiter l’histoire naturelle, Second Discours - Histoire et théorie de la Terre, Preuves de la théorie de la Terre, 1749
- Tomo II:[5] Histoire générale des Animaux, Histoire naturelle de l'Homme, 1749
- Tomo III:[6] Description du cabinet du Roi, Histoire naturelle de l'Homme, 1749
- Tomo IV (Cuadrúpedos I):[7] Discours sur la nature des Animaux, Les Animaux domestiques, 1753
- Tomo V (Cuadrúpedos II):[8]  1755
- Tomo VI (Cuadrúpedos III):[9] Les Animaux sauvages, 1756
- Tomo VII (Cuadrúpedos IV):[10] Les Animaux carnassiers, 1758
- Tomo VIII (Cuadrúpedos V): 1760
- Tomo IX (Cuadrúpedos VI): 1761
- Tomo X (Cuadrúpedos VII): 1763
- Tomo XI (Cuadrúpedos VIII): 1764
- Tomo XII (Cuadrúpedos IX): 1764
- Tomo XIII (Cuadrúpedos X): 1765
- Tomo XIV (Cuadrúpedos XI): Nomenclature des Singes, De la dégénération des Animaux, 1766
- Tomo XV (Cuadrúpedos XII): 1767

Histoire Naturelle des Oiseaux (1770-1783):
- Tomo XVI (Pájaros I) : 1770
- Tomo XVII (Pájaros II) : 1771
- Tomo XVIII (Pájaros III) : 1774
- Tomo XIX (Pájaros IV) : 1778
- Tomo XX (Pájaros V) : 1778
- Tomo XXI (Pájaros VI) : 1779
- Tomo XXII (Pájaros VII) : 1780
- Tomo XXIII (Pájaros VIII) : 1781
- Tomo XXIV (Pájaros IX) : 1783, Histoire Naturelle des Minéraux  (1783-1788)
- Tomo XXV (Minerales I) : 1783
- Tomo XXVI (Minerales II) : 1783
- Tomo XXVII (Minerales III) : 1785
- Tomo XXVIII (Minerales IV) : 1786
- Tomo XXIX (Minerales V) : Traité de l'Aimant et de ses usages, 1788

Suplementos de Histoire Naturelle, générale et particulière (1774-1789)
- Tomo XXX (Suplementos I) : Servant de suite à la Théorie de la Terre, et d’introduction à l’Histoire des Minéraux, 1774
- Tomo XXXI (Suplementos II) : Servant de suite à la Théorie de la Terre, et de préliminaire à l’Histoire des Végétaux - Parties Expérimentale & Hypothétique, 1775
- Tomo XXXII (Suplementos III) : Servant de suite à l'Histoire des Animaux quadrupèdes, 1776
- Tomo XXXIII (Suplementos IV) : Servant de suite à l'Histoire Naturelle de l'Homme, 1777
- Tomo XXXIV (Suplementos V) : Des Époques de la nature, 1779
- Tomo XXXV (Suplementos VI) : Servant de suite à l'Histoire des Animaux quadrupèdes, 1782
- Tomo XXXVI (Suplementos VII) : Servant de suite à l'Histoire des Animaux quadrupèdes, 1789,

Histoire Naturelle des Quadrupèdes ovipares et des Serpents (1788-1789):
- Tomo XXXVII (Reptiles I) : Histoire générale et particulière des Quadrupèdes ovipares, 1788
- Tomo XXXVIII (Reptiles II) : Histoire des Serpents, 1789,

Histoire Naturelle des Poissons (1798-1803)
- Tomo XXXIX (Peces I) : 1798
- Tomo XXXX (Peces II) : 1800
- Tomo XXXXI (Peces III) : 1802
- Tomo XXXXII (Peces IV) : 1802
- Tomo XXXXIII (Peces V) : 1803,

Histoire Naturelle des Cétacés (1804):
- Tomo XXXXIV (Cetáceos) : 1804

### Variaciones de las ediciones
Fue impresa otra edición en formato en-cuarto en 36 volúmenes (1774-1804), formada por 28 volúmenes de Buffon y 8 de Lacépède. Los suplementos fueron rediseñados en el cuerpo del libro y se insertaron en sus respectivos artículos.
La Imprenta nacional también publicó dos ediciones de Histoire naturelle en formato en-12 (1752-1805), con 90 o 71 volúmenes, en función de si compilaban o no las partes correspondientes a anatomía. En este formato de impresión, la obra original de Buffon incluyó 73 volúmenes (con la parte anatómica) o 54 volúmenes (sin la parte anatómica). La posterior, de Lacepede, estaba formada por 17 volúmenes.
Se hizo imprimir también una edición de lujo de L’Histoire Naturelle des Oiseaux (1771-1786) con diez volúmenes y donde se utilizaron 1008 planchas grabadas en la Imprenta nacional y acuarelas a mano alzada.

## Principales colaboradores de Buffon
- Jacques-François Artur (1708-1779)
- Gabriel Léopold Charles Amé Bexon (1748-1785)
- Louis Jean Marie Daubenton (1716-1799)
- Edme-Louis Daubenton (1732-1786)
- Jacques de Sève (floruit 1742-1788)
- Barthélemy Faujas de Saint-Fond (1741-1819)
- Philippe Guéneau de Montbeillard (1720-1785)
- Louis-Bernard Guyton de Morveau (1737-1816)
- Bernard de Lacépède (1756-1825)
- François-Nicolas Martinet (1731-1800)
- Jean-Claude Mertrud (1728–1802)
- Charles Nicolas Sigisbert Sonnini de Manoncourt (1751-1812)
- André Thouin (1747-1823)

## Galería

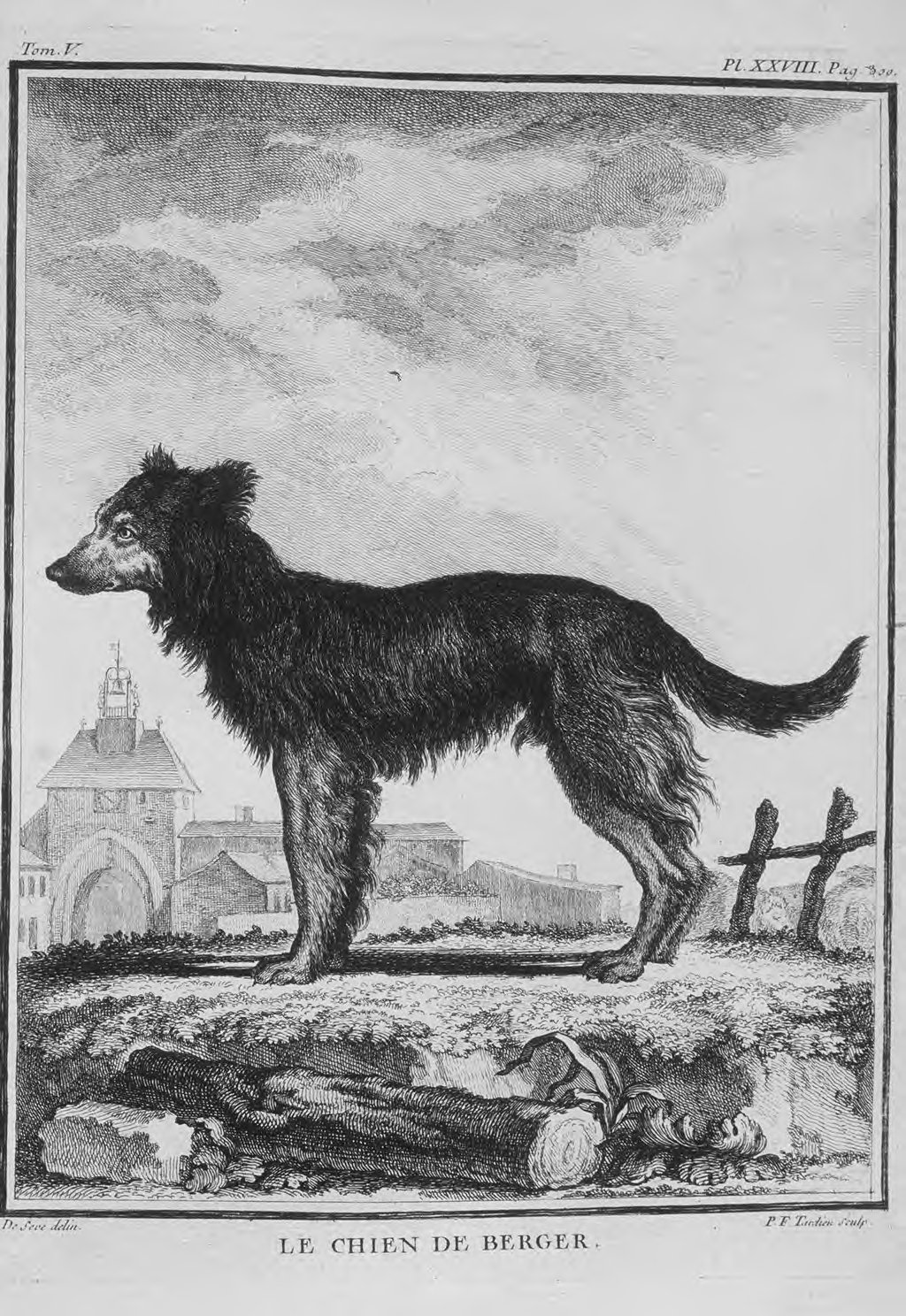
Perro pastor, por Jacques de Sève.
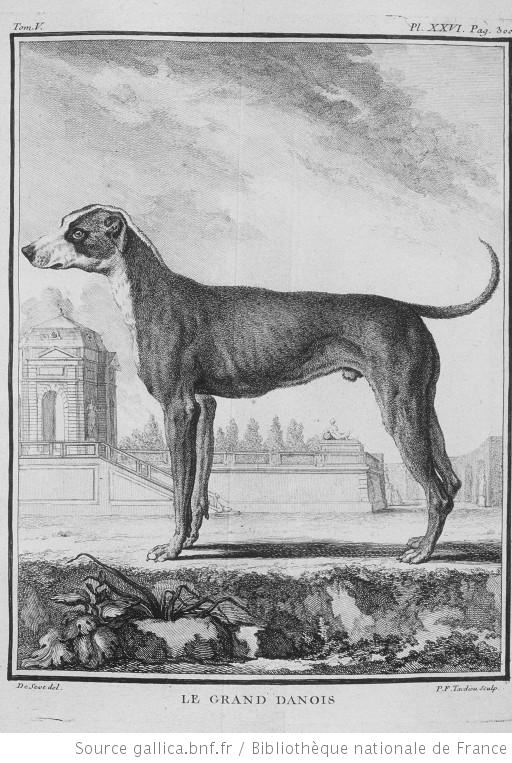
Gran danés, De Sève.
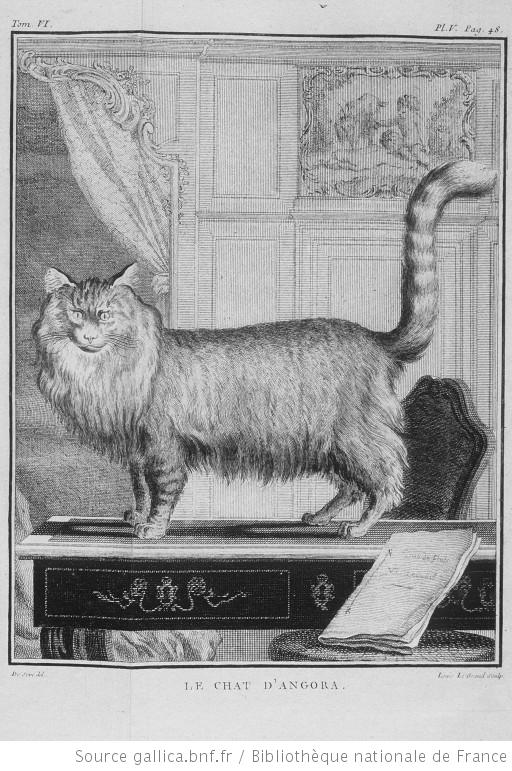
Gato de Angora, por Buvée.
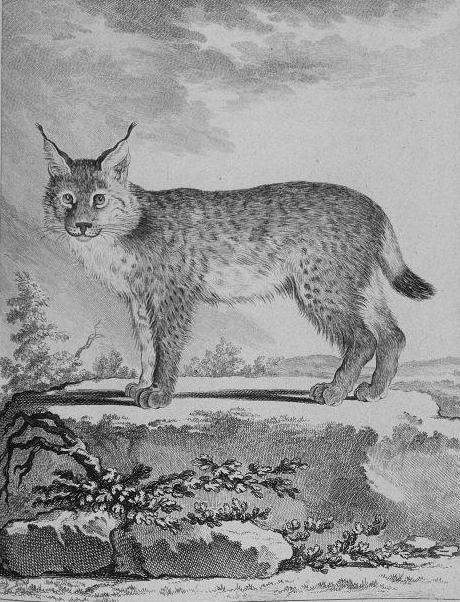
Lince, De Sève.
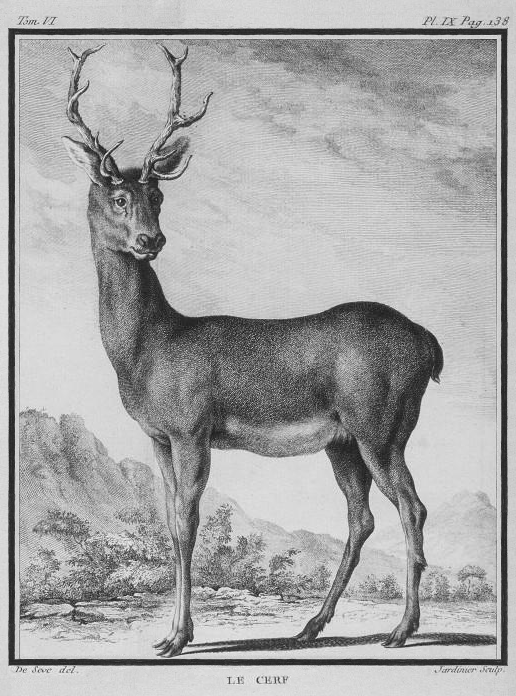
El ciervo.
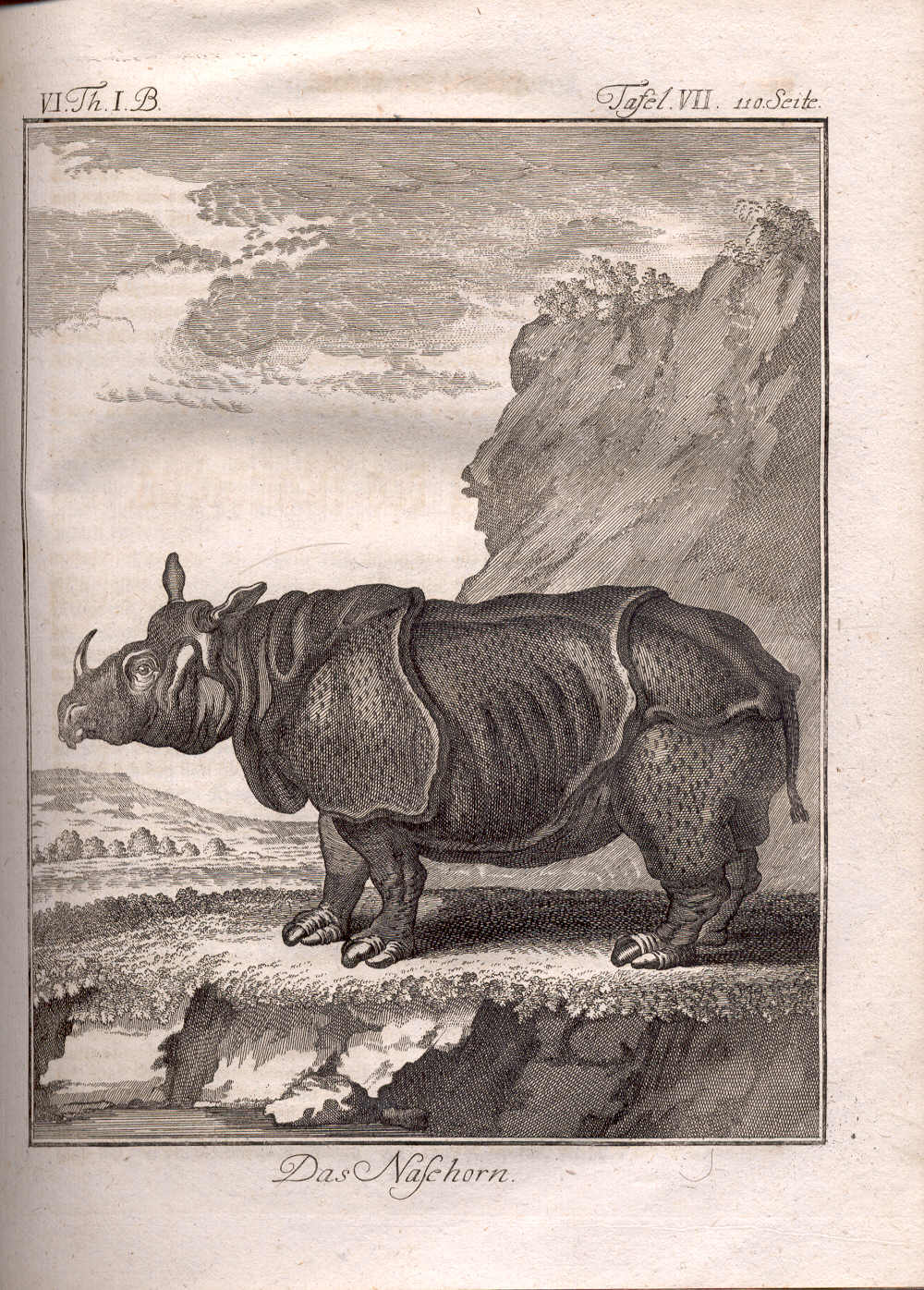
Rinoceronte, edición de Leipzig, 1767. basado en Clara el rinoceronte.
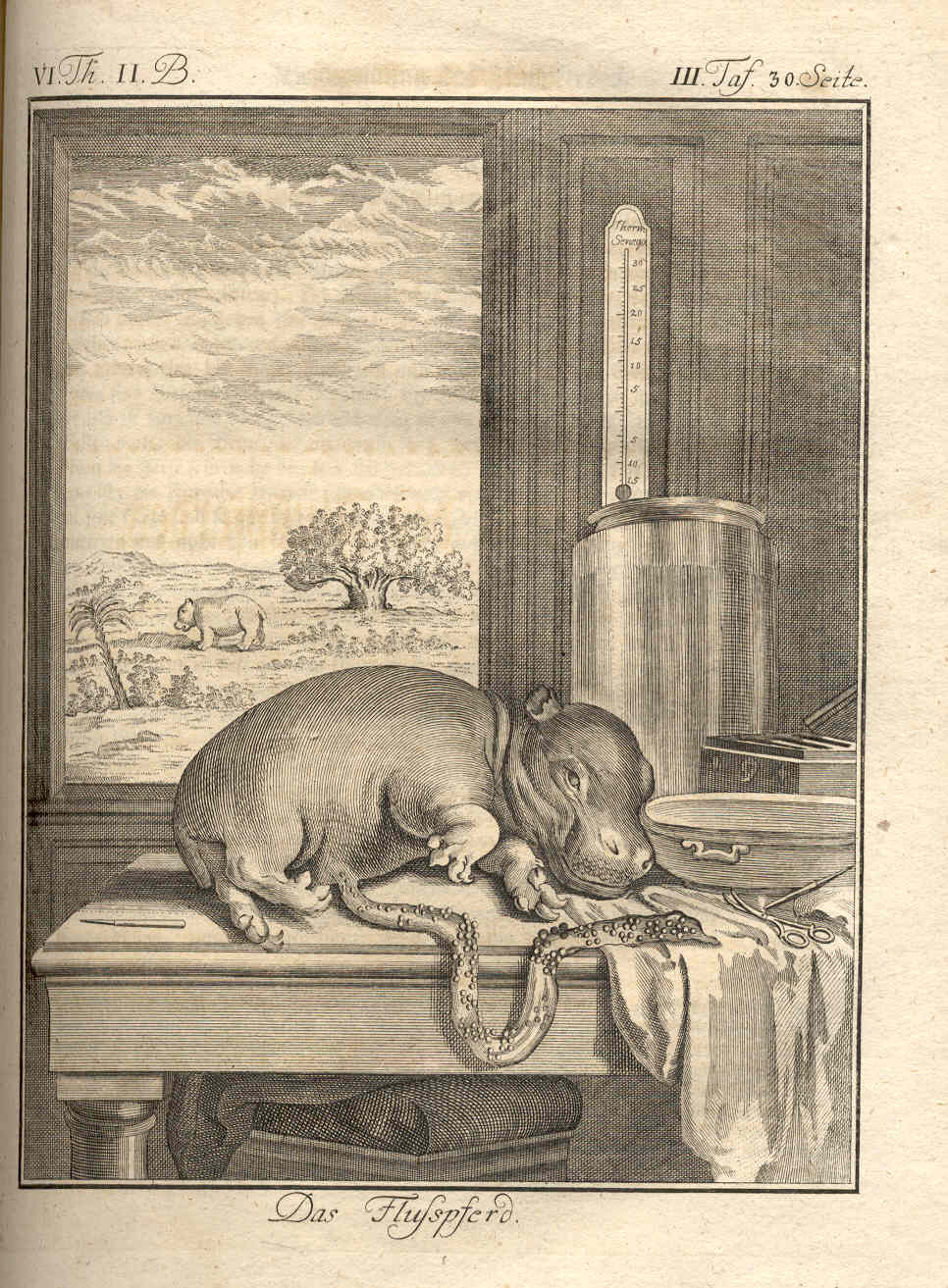
Hipopótamo, edicion de Leipzig, 1767.
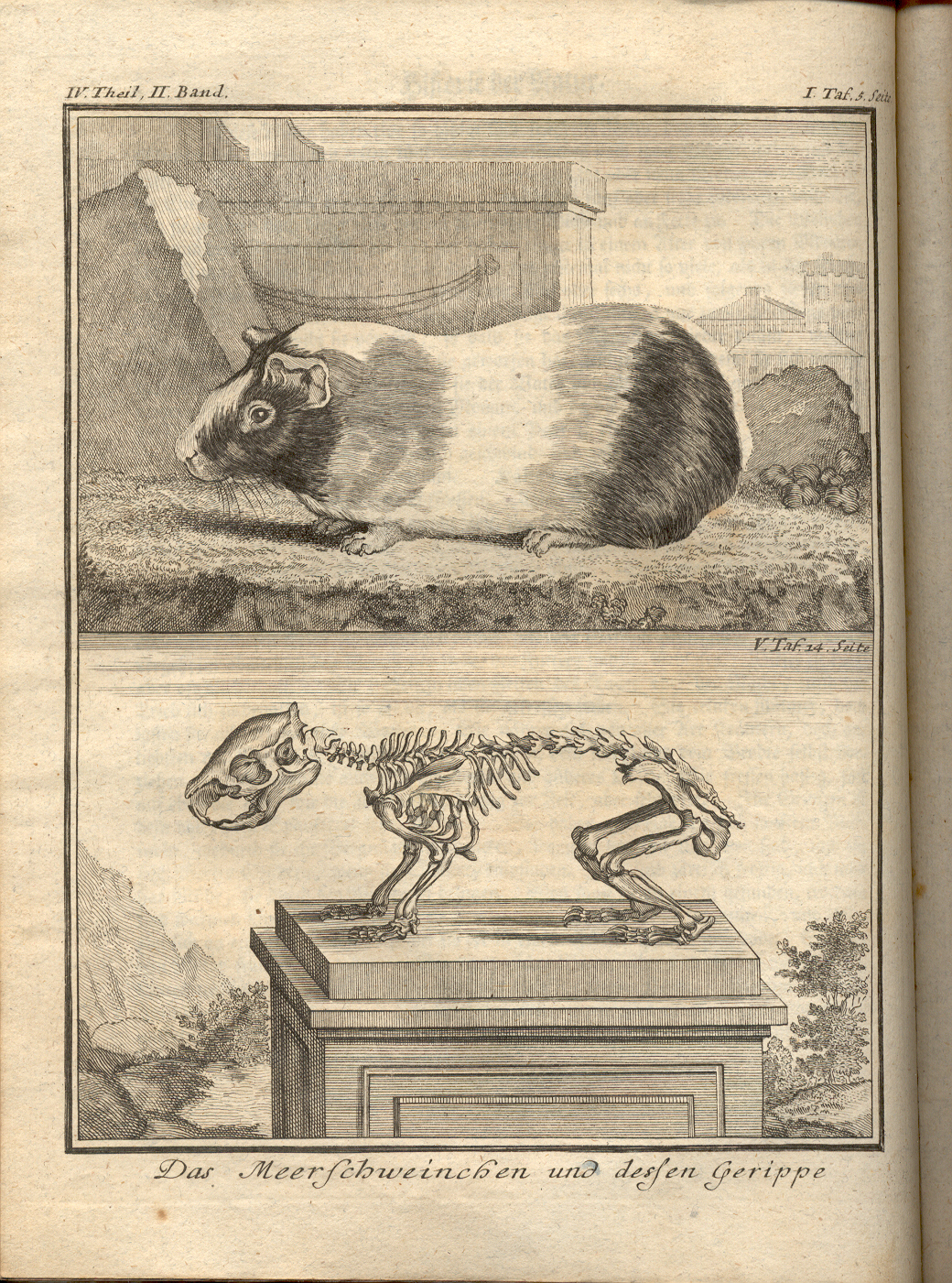
Le Conejillo de Indias, edición de Hamburgo y Leipzig, 1765.
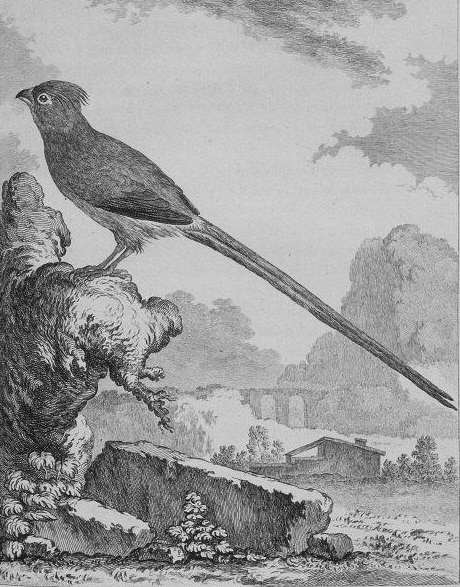
pájaro ratón nuquiazul.